# 中国2010年上海世界博览会土库曼斯坦馆
中国2010年上海世界博览会土库曼斯坦馆是在2010年上海世博会中代表土库曼斯坦的国家级展馆。它的展馆外形呈网格状。

## 介绍
土库曼斯坦馆位于上海世博园区的A片区，土库曼斯坦馆的展馆主题是石油延续城市梦想，展馆面积有1000平米。